# Pemra Özgen
Pemra Özgen (* 8. Mai 1986 in Istanbul) ist eine türkische Tennisspielerin.

## Karriere
Özgen spielt überwiegend ITF-Turniere. Sie gewann auf dem ITF Women’s Circuit bislang 18 Einzel- und 23 Doppeltitel.
In der türkischen Fed-Cup-Mannschaft wurde Özgen das erste Mal im Jahr 2001 eingesetzt. Sie wurde bislang 22-mal nominiert; in 59 Begegnungen hat sie bereits 84 Partien bestritten, in denen sie 40-mal als Siegerin vom Platz ging.

## Turniersiege

### Einzel
| Nr. | Datum             | Turnier             | Kategorie   | Belag             | Finalgegnerin         | Ergebnis         |
| --- | ----------------- | ------------------- | ----------- | ----------------- | --------------------- | ---------------- |
| 1.  | 17. Juli 2005     | Istanbul            | ITF $10.000 | Hartplatz         | Radana Holusova       | 6:4, 6:3         |
| 2.  | 7. Juni 2008      | Izmir               | ITF $10.000 | Hartplatz         | Vivian Segnini        | 6:2, 7:65        |
| 3.  | 14. Juni 2008     | Istanbul            | ITF $10.000 | Hartplatz         | Ekaterine Gorgodze    | 6:4, 7:61        |
| 4.  | 18. Juli 2009     | Izmir               | ITF $10.000 | Hartplatz         | Sandra Zaniewska      | 6:0, 6:4         |
| 5.  | 8. August 2010    | Gaziantep           | ITF $10.000 | Hartplatz         | Jade Hopper           | 6:4, 6:4         |
| 6.  | 14. August 2010   | Istanbul            | ITF $10.000 | Hartplatz         | Magali de Lattre      | 6:2, 5:0 Aufgabe |
| 7.  | 20. Juli 2013     | Woking              | ITF $25.000 | Hartplatz         | Tara Moore            | 3:6, 7:5, 7:610  |
| 8.  | 23. August 2014   | Sankt Petersburg    | ITF $25.000 | Sand              | Ema Mikulčić          | 6:1, 7:5         |
| 9.  | 20. März 2015     | Oslo                | ITF $10.000 | Hartplatz (Halle) | Justyna Jegiołka      | 2:6, 6:3, 7:65   |
| 10. | 18. Oktober 2015  | Iraklio             | ITF $10.000 | Hartplatz         | Fanny Östlund         | 6:0, 6:1         |
| 11. | 5. Juni 2016      | Antalya             | ITF $10.000 | Hartplatz         | Lou Brouleau          | 7:5, 6:2         |
| 12. | 30. Oktober 2016  | Scharm asch-Schaich | ITF $10.000 | Hartplatz         | Anastassija Pribylowa | 6:4, 7:5         |
| 13. | 19. November 2017 | Scharm asch-Schaich | ITF $15.000 | Hartplatz         | Schalimar Talbi       | 6:4, 6:2         |
| 14. | 26. November 2017 | Scharm asch-Schaich | ITF $15.000 | Hartplatz         | Barbara Bonić         | 6:2, 6:2         |
| 15. | 7. Oktober 2018   | Óbidos              | ITF $25.000 | Teppich           | Gaia Sanesi           | 5:7, 6:4, 6:2    |
| 16. | 12. Mai 2019      | Óbidos              | ITF $25.000 | Teppich           | Urszula Radwańska     | 7:5, 3:0 Aufgabe |
| 17. | 7. Juli 2019      | Corroios            | ITF $25.000 | Hartplatz         | Océane Dodin          | 3:6, 6:4, 6:3    |
| 18. | 3. Juli 2022      | Porto               | ITF W25     | Hartplatz         | Eva Guerrero Álvarez  | 6:3, 2:6, 6:2    |

### Doppel
| Nr. | Datum              | Turnier       | Kategorie   | Belag             | Partnerin           | Finalgegnerinnen                           | Ergebnis         |
| --- | ------------------ | ------------- | ----------- | ----------------- | ------------------- | ------------------------------------------ | ---------------- |
| 4.  | 28. Januar 2006    | Grenoble      | ITF $10.000 | Hartplatz (Halle) | Simona-Iulia Matei  | Florence Haring Virginie Pichet            | 6:3, 7:5         |
| 6.  | 31. Mai 2008       | Gaziantep     | ITF $10.000 | Hartplatz         | Çağla Büyükakçay    | Wolha Duko Ana Jikia                       | 2:0 Aufgabe      |
| 7.  | 7. Juni 2008       | Izmir         | ITF $10.000 | Hartplatz         | Çağla Büyükakçay    | Emilia Arnaudovska Julijana Umanets        | 6:2, 6:0         |
| 8.  | 23. August 2008    | Tre Castagni  | ITF $10.000 | Hartplatz         | Emily Hewson        | Valeria Casillo Lilly Raffa                | ohne Spiel       |
| 9.  | 18. April 2009     | Antalya       | ITF $10.000 | Hartplatz         | Çağla Büyükakçay    | Tetjana Arefjewa Anastassija Lytowtschenko | 6:4, 6:2         |
| 10. | 24. Juli 2009      | Istanbul      | ITF $10.000 | Hartplatz         | Manana Shapakidze   | Sopia Kwazabaia Awgusta Zybyschewa         | 6:2, 6:2         |
| 11. | 2. Mai 2010        | Antalya       | ITF $10.000 | Sand              | Sandra Zaniewska    | Indire Akiki Martina Kubičíková            | 6:1, 6:2         |
| 12. | 19. Juni 2010      | Köln          | ITF $10.000 | Sand              | Katerina Avdiyenko  | Sarah Urbanek Alina Wessel                 | 6:0, 6:2         |
| 13. | 20. März 2011      | Antalya       | ITF $10.000 | Sand              | Sandra Zaniewska    | Réka Luca Jani Martina Kubičíková          | 2:6, 7:5, [10:7] |
| 14. | 10. Juli 2011      | Aschaffenburg | ITF $25.000 | Sand              | Yurika Sema         | Hana Birnerová Stephanie Vogt              | 6:4, 7:65        |
| 15. | 24. Oktober 2011   | Netanja       | ITF $25.000 | Hartplatz         | Çağla Büyükakçay    | Nicole Clerico Julia Glushko               | 7:5, 6:3         |
| 16. | 20. September 2012 | Saint-Malo    | ITF $25.000 | Sand              | Aljona Sotnykowa    | Aleksandrina Najdenowa Teliana Pereira     | 6:4, 7:66        |
| 17. | 29. Oktober 2012   | Istanbul      | ITF $25.000 | Hartplatz (Halle) | Çağla Büyükakçay    | Nigina Abduraimova Xenija Palkina          | 6:2, 6:1         |
| 18. | 21. September 2013 | Shrewsbury    | ITF $25.000 | Hartplatz (Halle) | Çağla Büyükakçay    | Samantha Murray Jade Windley               | 4:6, 6:4, [10:8] |
| 19. | 28. September 2013 | Loughborough  | ITF $25.000 | Hartplatz (Halle) | Çağla Büyükakçay    | Magda Linette Tereza Smitková              | 6:2, 5:7, [10:6] |
| 20. | 1. November 2013   | Istanbul      | ITF $25.000 | Hartplatz (Halle) | Çağla Büyükakçay    | Sopia Schapatawa Anastasija Wassyljewa     | 6:3, 6:2         |
| 21. | 16. Mai 2015       | La Marsa      | ITF $25.000 | Sand              | İpek Soylu          | Sopia Schapatawa Anastasija Wassyljewa     | 3:6, 6:3, [10:4] |
| 22. | 27. Juni 2015      | Helsingborg   | ITF $25.000 | Sand              | Bernarda Pera       | Ekaterine Gorgodse Cornelia Lister         | 6:2, 6:0         |
| 23. | 15. Juli 2018      | Versmold      | ITF $60.000 | Sand              | Despina Papamichail | Olga Danilović Nina Stojanović             | 1:6, 6:2, [10:4] |